# Константин Комнин Дука
Константин Комнин Дука, ( (Greek: Κωνσταντίνος Κομνηνός Δούκας, romanized: Kōnstantinos Komnēnos Doukas; 1172 - после 1242. године), обично једноставно назван Константин Дука, био је син севастократора Јована Дуке и брат оснивача Епирске деспотовине, Михаила I и Теодора. Именован је за гувернера Акарнаније и Етолије и добио је деспотску титулу, коју је носио до своје смрти.

## Биографија
Мало се зна о његовом животу. Рођен је око 1172, син је севастократора Јована Анђела Дуке и његове друге жене Зоје Дука. Он је можда идентичан Константину Дуки који се 12. априла 1204. године, уочи пада Константинопоља у Четвртом крсташком рату, борио са Константином Ласкарисом за царску круну. Око 1208. пратио је свргнутог византијског цара Алексија III Анђела, који је потражио уточиште на епирском двору, у Султанат Рум. Одатле, уз турску подршку, цар Алексије III је безуспешно покушао да преузме Никејско царство.

### Владар Етолије и Акарнаније
Вративши се у Епир, Константин је именован за гувернера Акарнаније и Етолије, са Наупактом као престоницом, вероватно након што је Теодор Комнин Дука наследио Епирски престо 1215. године. Године 1216. пратио је брата Теодора у походу на Бугарску. Константинова владавина је била успешна, пошто је повратио Неопатру и Ламију од њихових латинских владара, али је била поремећена његовим сукобом са самоуверљивим епископом Наупакта, Јованом Апокавком, који је протестовао против његове ауторитарне владавине и изнуђивачких захтева од становништва. Спор је довео до насилног смењивања и изгнанства Апокавка 1220. године, а решен је тек у мају 1221. након синода у којем су били представници већине виших епископија у Грчкој и областима Епира. Заиста, односи између Константина и Апокавка су после тога постали срдачни, а епископ је чак саставио и похвалу у његову част.
Око 1225. године, када је Теодор проглашен за цара у Солуну, Константин и његов други преживели брат Манојло, добили су следећу највишу титулу деспота. Његове активности након тога су нејасне: вероватно није учествовао у катастрофалној бици код Клокотнице 1230. године, где су цара Теодора заробили Бугари. Остао је владар Етолије и Акарнаније, захваљујући само лабавој оданости свом брату Манојлу, новом цару у Солуну. Године 1237. подржао је повратак Теодора, ослобођеног из бугарског ропства, на власт у Солуну. Деспот Константин се последњи пут помиње 1242. године, а можда је убрзо умро.

### Породица
Не зна се да ли се женио или је имао деце.